# 포카리 스웨트
포카리 스웨트(일본어: ポカリスエット Pocari Sweat[*])는 오츠카제약에서 제조, 판매하는 음료이다. 한국은 동아오츠카에서 주로 제조 및 판매한다.

## 특징
흔히 알칼리성 음료수라는 이미지가 강하나 사실 산성 음료이다. 그러나 몸 안에 들어오면 산성에서 알칼리성으로 변하기 때문에 이 음료를 알칼리성 음료라고 말한다. 이 음료의 조성은 인체의 체액 조성과 매우 가까운 이온 농도로 되어있어, 운동 및 발한 등 수분 손실이 심한 상황에서의 수분 보충에 매우 용이하다. 맛을 내기 위해 소량의 자몽(그레이프 후르츠) 과즙을 사용했으며, 과즙이 사용되었다는 것을 표기한 대한민국의 제품과는 달리 일본 제품에는 무과즙(無果汁)이 제품에 표기되어 있다. 하지만 정말 과즙이 없다는 뜻이 아니라 과즙이 매우 적게 들어 있어(5% 미만 함량) 그렇게 표기한다.
현재는 동남아시아를 시작으로 여러 해외 국가에 수출하고 있다. 이집트를 제외한 나머지는 진출국가는 아시아국가이며 일본, 한국, 중화권, 베트남, 캄보디아, 태국, 미얀마, 인도네시아, 말레이시아, 싱가포르, 브루나이, 필리핀, 동티모르, 오만, 아랍에미레이트, 사우디, 쿠웨이트, 카타르, 바레인, 이집트이며 공장은 한국(안양, 함안, 가루: 청주), 중국, 대만, 일본(사가, 시즈오카, 가루: 도쿠시마), 인도네시아(수카부미, 케자얀)에만 있다.

## 개발 과정 및 시판
이 제품이 개발되기 전, 생리식염수가 인체에 수분을 보급하는 데 가장 효율이 좋다는 것을 옛 일본 육군과 여러 연구기관에서 연구한 바 있었다. 일본 오츠카 제약 측은 오래전부터 병원 등에서 사용하는 주사액용 생리식염수를 만들어 왔기 때문에 게토레이가 생리식염수의 조성에 가까울 것이라는 것을 이미 알고 있었고, 또 장시간의 수술을 끝내고 피로에 지친 의사가 생리식염수를 수분공급을 위해 식용으로 사용하던 사실을 알게 되었다.
이러한 사실들을 토대로, 오츠카 제약은 자회사의 생리식염수 제품을 기초로 개발을 진행해 나갔다. 각종 이온농도를 세밀하게 조정하여 사람의 체액에 가장 가까운 조성 및 삼투압이 되도록 했다.
또한 선행상품인 게토레이에 대항하기 위해 제품의 맛에 대한 연구도 진행했다. 아코(赤穂)의 소금맛 만두(塩味饅頭)을 힌트로 소금 맛과 단 맛을 절묘하게 맞추어 넣게 되었다.
이후 1980년 일본에서 245ml 캔이 처음 발매되었고, 가격은 당시 120엔(그 당시 같은 스포츠 음료 타입의 코카 콜라 회사 제품은 250ml캔에 100엔이었다). 처음의 캔의 구조는 일반의 캔음료와는 달랐고, 상하의 평면부분에 독특한 굴곡이 들어가 있었다. 또, '맛이 느껴지지 않는다'라는 이유 때문에 음료수 디자인에서 거의 채용되지 않던 청색을 캔 디자인으로 선택해 청량감을 강하게 부각시켜, 훗날 스포츠 음료의 이미지를 결정짓게 되었다.
대한민국에서는 동아제약 식품사업부(현재의 동아오츠카 사)가 1987년 5월에 250ml 캔 제품을 최초로 출시하였다.

### 개발 관련 일화
- 포카리 스웨트의 제품화 이야기가 나왔을 때 일부 고위직 인사들로부터 '상품으로서 약하다', '팔리지 않는다' 등의 부정적 의견이 나왔었다. 하지만 제품의 샘플을 살펴본, 당시 오쓰카 마사히코(大塚明彦) 오츠카 제약 사장이 '이것은 팔린다'라는 호언장담으로 인해 이 제품의 제품화가 진행되었다.

- 광고 등 모든 인쇄지가 제작된 상황에서, 그룹회사였던 오츠카 식품의 사원으로부터 '식품 종류의 제품에는 파란색을 절대 사용하지 않는다'라는 지적이 나와, 제품이 순조롭게 팔려 나가는 것을 알게 될 때까지 오츠카 제약 측은 공황상태였다.

- 파란색을 채용한 이유는 여러가지가 있지만, 가장 큰 이유는 제약 전문이었던 오츠카 제약 측의 영업 및 개발자 일동이 당시 완고하게 지켜지던 식품업계의 '파란색의 터부'를 알지 못했던 것에 있다. 결국 이러한 무지가 파란 데 담은 이유와 더불어 여러 후일담을 만들어 그 후일담이 오츠카 제약의 광보 및 개발자가 출연한 TV 프로그램과 잡지 등에서 이야기되었다.

## 관련 상품
아래 소개된 상품들 중 포카리 스웨트 스테비아, 빈스타크 포카리 스웨트는 대한민국에서 판매되지 않는다. 대한민국에서는 포카리 스웨트 캔과 페트병 제품이 시중에 판매되고 있다. 분말 포카리 스웨트는 일반적으로 시중에서 판매하지는 않지만 인터넷 쇼핑을 이용해 구입할 수 있다.

### 포카리 스웨트 이온 워터
2006년 발매되었다. 이온농도를 조절하지 않고, 칼로리만을 100ml당 11kcal로 낮추고, 단맛도 없앤 제품이다.

### 포카리 스웨트 스테비아
1990년 발매되었다. 스테비아의 잎에서 추출한 스테비오사이드를 설탕 대신 사용한 제품이다. 칼로리는 100ml당 11kcal이다. 대한민국에서는 2000년 7월 시판된 적이 있으나, 현재는 판매되지 않는다.

### 분말 포카리 스웨트
분말을 생수에 타서 마시는 제품이다. 분말 팩 한개의 크기는 가로 11cm, 세로 15cm이며, 휴대성이 용이하고 일반 캔 제품보다 값싸기 때문에 대한민국에서는 캔 제품 대용으로 많이 사용하며, 군인 장병을 위한 선물로 애용된다. 판매는 한 봉지 씩이 아닌 세트 단위로 묶어서 판매하고 있다.

### 빈스타크 포카리 스웨트
유아용으로 농도를 희박하게 만들었고, 과즙이 들어가 있으며 대한민국에서는 판매되지 않는다.

## 대한민국에서의 광고
포카리 스웨트는 1987년에 출시되어 '몸은 이온 음료를 원합니다.', '땀 흘린 뒤 바로 포카리 스웨트'를 처음 광고 모토로 내세웠다. 같은 해 수영 선수 최윤희를 광고 모델로 내세웠다. 90년대 고현정, 김규리, 2000년대 손예진, 한지민 그리고 2010년대에는 문채원, 양진성을 거쳐 2015년 제25대 광고 모델로 김소현을 내세워 청순한 이미지를 통해 '포카리 스웨트는 몸이 원하는 알카리성 이온 음료. 포카리 스웨트가 나의 몸을 깨어나게 한다'는 모토를 강조했다. 또 CM 송이 제작되었다. 현재 대한민국 내에서의 광고는 '생활 속에 필수(水), 포카리 스웨트'라는 모토로 생활 속에서 수분 보충을 위해 꼭 필요한 음료라는 것을 강조하고 있다.
2017년 제26대 광고 모델로 걸그룹 트와이스가 발탁되었다. 2020년, 인기 웹드라마 일진에게 찍혔을 때 1, 2에 출연한 배우 이은재가 새로운 광고모델이 되었다. 2021년 이달의 소녀 츄가 모델로 발탁되었다.

## 같이 보기
- 게토레이
- 파워에이드
- 아쿠아리우스
- 아시안 게임